# 마츠우라 마사야
마츠우라 마사야(영어: 松浦 雅也)는 일본 출신의 음악가 및 비디오 게임 디자이너이다. 1961년 6월 16일 일본 오사카에서 출생했다. 비디오 게임 개발사 나나온샤를 설립해 《파라파 더 래퍼》, 《비브리본》 등 현대 리듬 게임의 모태가 된 작품들을 기획했다.

## 경력
1983년 4월 리쓰메이칸 대학에서 산업사회과를 전공해 졸업한 후, 가수 야스노리 마미와 함께 Psy-S를 창립했다.
2004년 그는 국제 게임 개발자 협회 (IGDA)에서 비디오 게임 산업에 기여한 혁신적인 공로로 '퍼스트 펭귄' 상을 받았다.

## 게임
- 《메타모르 주피터》 (1993) - 작곡가[2]